# Епархия Уари
 Епархия Уари  (лат. Dioecesis Huariensis) — епархия Римско-Католической церкви с центром в городе Уари, Перу. Епархия Уари входит в митрополию Трухильо.

## История
15 мая 1958 года Римский папа Пий XII издал декрет «Qui Regnum Dei», которой учредил территориальную прелатуру Уари, выделив её епархий Уануко и Уаараса. 2 апреля 2008 года территориальная прелатура Уари была преобразована в епархию.

## Ординарии епархии
- епископ Marco Libardoni (15.05.1958 — 25.10.1966)
- епископ Dante Frasnelli Tarter (3.08.1967 — 13.06.2001)
- епископ Antonio Santarsiero Rosa (13.06.2001 — 4.02.2004) — назначен Епархия Уачоепископом Уачо
- епископ Ivo Baldi Gaburri (4.02.2004 — по настоящее время)

## Источник
- Annuario Pontificio, Ватикан, 2005